# Bröllopet på Ulfåsa
För filmerna, se Bröllopet på Ulfåsa I och Bröllopet på Ulfåsa II.

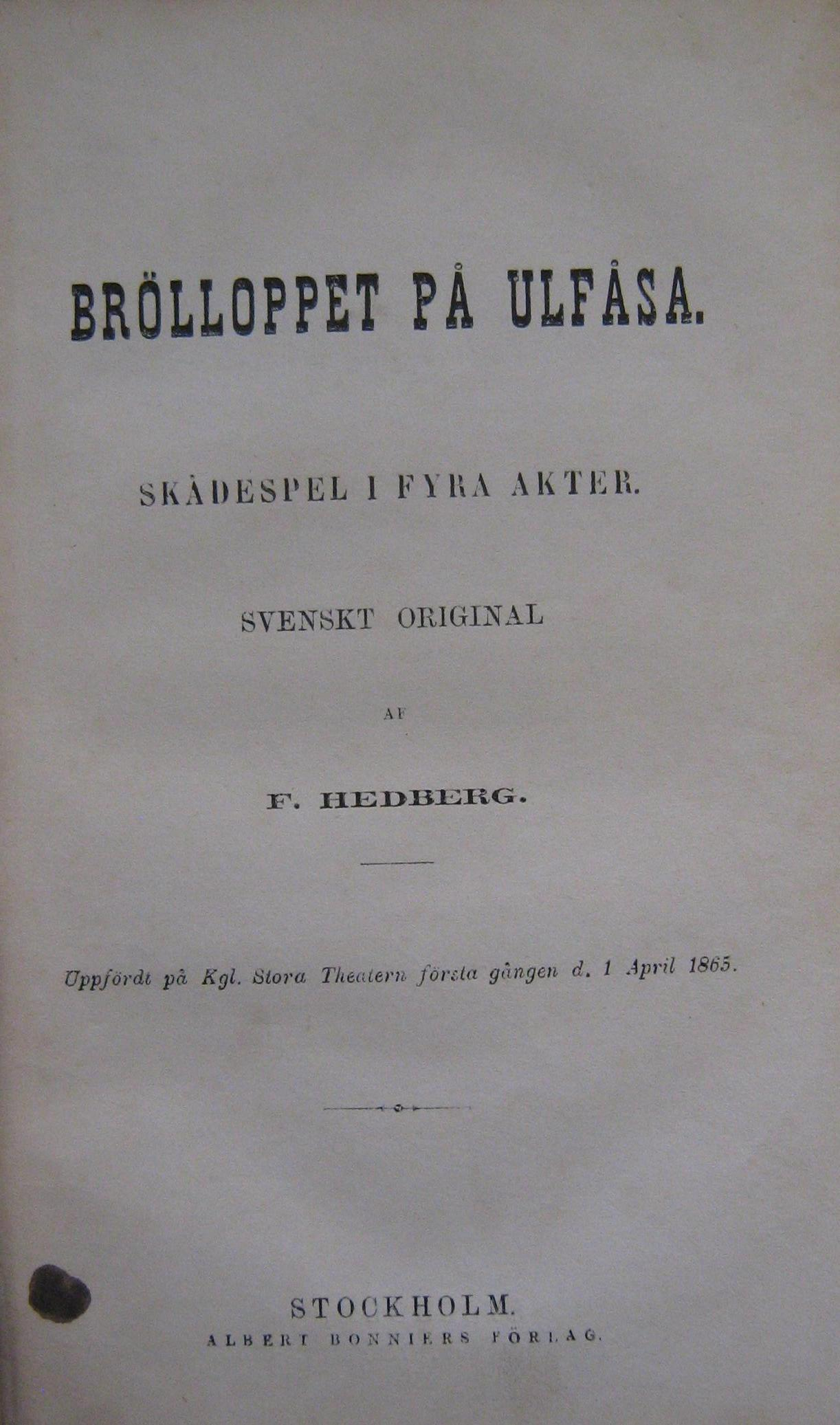
Tryckt utgåva av pjäsen från 1865, samma år som den uruppfördes.

Bröllopet på Ulvåsa är en svensk pjäs i fyra akter som skrevs 1865 av Frans Hedberg. Skådespelerskan Bertha Tammelin medverkade många gånger. Pjäsen bygger delvis på en händelse under medeltiden som av eftervärlden kommit att benämnas Bröllopet på Ulvåsa. 
Pjäsen var Hjalmar Selanders teatersällskaps paradnummer och spelades på otaliga svenska provinsteatrar. Den stod på sällskapets repertoar i trettio år.
Bröllopsmarschen ur pjäsen, komponerad av August Söderman, är populär på bröllop i Sverige. Bland annat spelades marschen vid Astrid av Sveriges bröllop 1926.